# Pomodoro-Technik

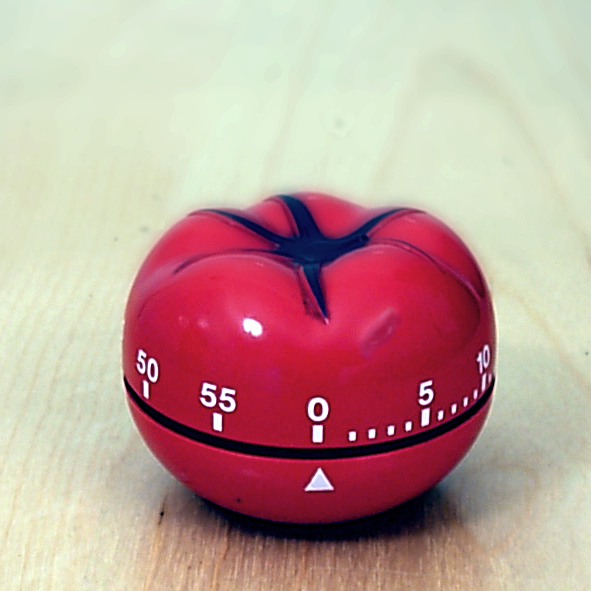
Die Pomodoro-Technik wurde nach einer Küchenuhr in Tomatenform benannt

Die Pomodoro-Technik (orig. pomodoro technique von italienisch pomodoro = Tomate und englisch technique = Methode, Technik) ist eine Methode des Zeitmanagements, die von Francesco Cirillo in den 1980er Jahren entwickelt wurde. Das System verwendet einen Kurzzeitwecker, um Arbeit in 25-Minuten-Abschnitte – die sogenannten pomodori – und Pausenzeiten zu unterteilen. Der Name pomodoro stammt von der Küchenuhr, die Cirillo bei seinen ersten Versuchen benutzte.
Die Methode basiert auf der Idee, dass häufige Pausen die geistige Beweglichkeit verbessern können.

## Vorgehensweise
Die Technik besteht aus fünf Schritten:
1. die Aufgabe schriftlich formulieren
2. den Kurzzeitwecker auf 25 Minuten stellen
3. die Aufgabe bearbeiten, bis der Wecker klingelt; mit einem X markieren
4. kurze Pause machen (5 Minuten)
5. nach jeweils vier Zeitblöcken eine längere Pause machen (15–20 Minuten)[1]

## Zugrundeliegende Prinzipien
Die Phasen Planung, Nachverfolgung, Aufzeichnung, Bearbeitung und Visualisierung sind die essentiellen Pfeiler dieser Technik.
In der Planungsphase werden die Aufgaben nach Priorität in eine Liste für den aktuellen Tag geschrieben. Dabei wird der jeweilige Aufwand abgeschätzt.
Sobald ein pomodoro erledigt ist, wird er durchgestrichen, was ein Erfolgsgefühl bewirkt und Daten für spätere Selbstreflexion und eventuell Projektmanagement bereitstellt. 
Ein wichtiges Ziel der Technik ist das Verringern sowohl interner (Abschweifen) als auch externer (Telefon, E-Mail) Unterbrechungen. Diese Unterbrechungen werden zur späteren Abarbeitung aufgeschrieben. Ein weiterer Vorteil besteht in dem Timeboxing der Aufgabe, was die inneren Widerstände verringern soll. Gerade große Aufgaben werden auf Grund ihres Umfangs häufig nicht gerne angegangen. Durch den festen zeitlichen Rahmen von 25 Minuten soll ein Anfang bzw. kontinuierlicher Fortschritt mit ermöglicht werden.

## Werkzeuge
Der Erfinder der Technik befürwortet die Verwendung möglichst einfacher Werkzeuge: eines Bleistifts und einer mechanischen Küchenuhr. Seiner Meinung nach unterstreicht das Aufziehen des Küchenweckers die Entschiedenheit, die Aufgabe zu beginnen, und das Ticken und Klingeln bewirken eine andere Wahrnehmung der Zeit.
Trotzdem hat die Technik eine große Zahl an Anwendungssoftware inspiriert, die für eine Vielzahl von Betriebssystemen verfügbar sind.